# Crying (chanson)
Pour les articles homonymes, voir Crying.
Singles de Roy Orbison
Running Scared
(1961) Dream Baby (How Long Must I Dream)
(1962)
Crying est une chanson interprétée par le chanteur de rock américain Roy Orbison qu'il a écrite et composée avec Joe Melson. Sortie en single en juillet 1961, elle est extraite de l'album Crying.
Elle connaît le succès, se classant no 1 en Australie et 2e aux États-Unis dans le Billboard Hot 100.
Roy Orbison l'a réenregistrée en 1987 en duo avec la chanteuse canadienne k.d. lang. Cette version apparaît sur la bande originale du film Hiding Out (en) réalisé par Bob Giraldi.
Le chanteur américain Don McLean l'a reprise avec succès en 1980, arrivant en tête des ventes au Royaume-Uni, en Belgique et aux Pays-Bas.

## Inspiration
La chanson est une ballade, inspirée à Roy Orbison par un ancien amour. Le chanteur a déclaré qu'il voulait montrer que pleurer, pour un homme, n'était pas un signe de faiblesse mais une bonne chose, un signe de sensibilité, allant à l'encontre de l'image de macho habituellement véhiculée à l'époque par les rockeurs.

## Distinctions
Crying a reçu un Grammy Hall of Fame Award en 2002. Selon le magazine Rolling Stone, la chanson fait partie des 500 plus grandes chansons de tous les temps.
La version enregistrée en duo par Roy Orbison et k.d. lang a remporté le Grammy Award de la Meilleure collaboration vocale country (Best Country Vocal Collaboration) en 1988.

## Classements hebdomadaires
| Classement (1961)              | Meilleure position |
| ------------------------------ | ------------------ |
| Australie (Kent Music Report)  | 1                  |
| États-Unis (Billboard Hot 100) | 2                  |
| Royaume-Uni (UK Singles Chart) | 25                 |

| Classement (1980-1981)                 | Meilleure place |
| -------------------------------------- | --------------- |
| Australie (Kent Music Report)          | 27              |
| Belgique (Flandre Ultratop 50 Singles) | 1               |
| Canada (RPM 50 Singles)                | 7               |
| Canada (RPM Country Singles)           | 1               |
| États-Unis (Billboard Hot 100)         | 5               |
| Nouvelle-Zélande (RMNZ)                | 11              |
| Pays-Bas (Nederlandse Top 40)          | 1               |
| Pays-Bas (Single Top 100)              | 1               |
| Royaume-Uni (UK Singles Chart)         | 1               |

| Classement (1988)        | Meilleure place |
| ------------------------ | --------------- |
| Canada (RPM 100 Singles) | 2               |
| Nouvelle-Zélande (RMNZ)  | 47              |

| Classement (1992)              | Meilleure place |
| ------------------------------ | --------------- |
| Australie (Kent Music Report)  | 71              |
| Irlande (IRMA)                 | 9               |
| Royaume-Uni (UK Singles Chart) | 13              |

## Certifications

### Roy Orbison
| Pays              | Certification | Date       | Unités certifiées |
| ----------------- | ------------- | ---------- | ----------------- |
| Royaume-Uni (BPI) | Argent        | 31/01/2025 | 200 000           |

### Don McLean
| Pays              | Certification | Date       | Unités certifiées |
| ----------------- | ------------- | ---------- | ----------------- |
| Pays-Bas (NVPI)   | Or            | 1980       | 100 000           |
| Royaume-Uni (BPI) | Argent        | 01/06/1980 | 250 000           |

## Autres reprises
Outre Don McLean, de nombreux artistes ont repris Crying, parmi lesquels Waylon Jennings, Del Shannon, Jay and the Americans (dont la version se classe 25e dans le Billboard Hot 100 en juin 1966), Gene Pitney, Ronnie Milsap, Vonda Shepard.
Adaptée en espagnol par Thania Sánz sous le titre Llorando, elle est interprétée a cappella par la chanteuse américaine Rebekah Del Rio dans le film de David Lynch Mulholland Drive en 2001. Le groupe Il Divo l'a également chantée en espagnol.